# Russia Open 2004
Die Russia Open 2004 im Badminton fanden vom 24. bis zum 28. Juni 2004 in Wladiwostok statt.

## Sieger und Platzierte
| Disziplin    | Gold                                 | Silber                            | Bronze                               |
| ------------ | ------------------------------------ | --------------------------------- | ------------------------------------ |
| Herreneinzel | Stanislav Pukhov                     | Evgeny Dremin                     | Pawel Uwarow                         |
| Herreneinzel | Stanislav Pukhov                     | Evgeny Dremin                     | Sergey Ivlev                         |
| Dameneinzel  | Ella Karachkova                      | Tatjana Bibik                     | Anastasia Russkikh                   |
| Dameneinzel  | Ella Karachkova                      | Tatjana Bibik                     | Anna Efremova                        |
| Herrendoppel | Vitaliy Durkin Alexandr Nikolaenko   | Victor Maljutin Alexandr Russkikh | Pawel Uwarow Igor Vdovin             |
| Herrendoppel | Vitaliy Durkin Alexandr Nikolaenko   | Victor Maljutin Alexandr Russkikh | Evgeny Dremin Alexej Vasiliev        |
| Damendoppel  | Irina Ruslyakova Anastasia Russkikh  | Valeria Sorokina Nina Vislova     | Anna Efremova Anna Larchenko         |
| Damendoppel  | Irina Ruslyakova Anastasia Russkikh  | Valeria Sorokina Nina Vislova     | Tatjana Bibik Evgeniya Dimova        |
| Mixed        | Alexandr Nikolaenko Valeria Sorokina | Vitaliy Durkin Tatjana Bibik      | Alexandr Russkikh Anastasia Russkikh |
| Mixed        | Alexandr Nikolaenko Valeria Sorokina | Vitaliy Durkin Tatjana Bibik      | Evgeny Dremin Irina Ruslyakova       |